# 針孔相機

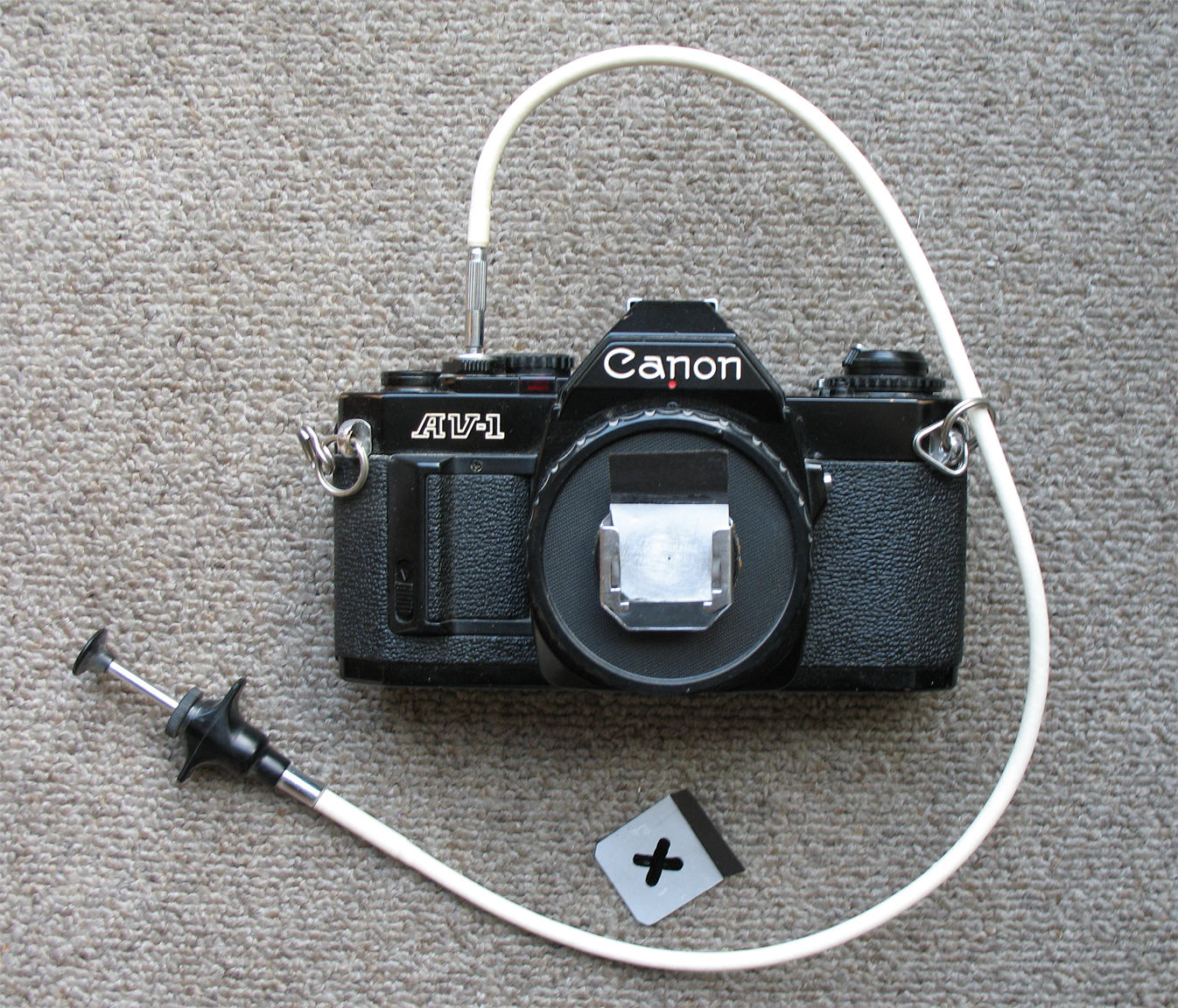
用單鏡反光機改裝而成的針孔相機

針孔相機（英語：Pinhole camera）是一種沒有鏡頭的相機，取代鏡頭的是一個小孔，稱為針孔。利用針孔成像原理，產生倒立的影像。
針孔相機的結構相對簡單，由不透光的容器、感光材料和針孔片組成。其中，感光材料可以是底片，也可以是相紙。為了控制曝光，還要有快門結構，通常是簡單的活門。
另外，由於進光量少，用針孔相機拍照，需要較長的曝光時間。曝光時間由數秒至數十分鐘不等，通常把相機安裝在三腳架上，或把相機放在穩固的地方。
一些藝術家利用針孔相機進行創作。例如，芬蘭藝術家Tarja Trygg以針孔相機，拍攝日照軌跡（Solargraphy），曝光時間長達6個月。

## 歷史
相機的前身為暗箱（Camera obscura），又稱暗盒。原始的暗箱，只是利用一個黑暗的房子的一堵牆上的孔，將外面的景物投射到平面上。實際上，camera obscura的字面意思就是「黑暗的房子」。
古代學者如墨子留意到光線通過小孔可形成倒立影像。亞里士多德在他的著作《論問題》中，提及暗箱的概念。海什木的文獻指出，假如陽光透過牆上的小孔，進入黑暗的房子，就能把房子外的景物投射在牆壁上。海什木利用針孔裝置，對日食進行觀察。
在15世纪，艺术家開始利用暗箱作繪畫的輔助工具。布魯內萊斯基運用小孔成像原理進行臨摹，開創透視繪畫法。這些針孔裝置，其工作原理，和現在被我們稱為針孔相機的工具，是完全一樣的。
攝影誕生後，把感光材料，例如相紙放進暗箱，暗箱就成了針孔相機。

## 原理

針孔相機的原理

光線沿直線傳播。物體反射的光線，通過針孔，在成像面形成倒立的影像。針孔與成像面的距離，稱為焦距，以毫米或英吋標示。針孔接近成像面，可拍攝廣角照片。針孔遠離成像面，可拍攝遠攝照片。
焦距越長，影像越大。例如，焦距為75mm時，影像剛好覆蓋4x5英吋的底片。焦距為150mm時，影像剛好覆蓋8x10英吋的底片。另外，焦距越短，照片的暗角越明顯。
一般而言，針孔越小，影像越清晰，但針孔太小，會導致衍射，反而令影像模糊。

### 針孔的最佳直徑
據說，用來計算針孔的最佳直徑的公式，至少有50條，但最早由 Joseph Petzval 於 19 世紀中葉提出，後續則被 Lord Rayleigh 完善其公式，並發表於 1989 年的自然期刊(Nature Journal)中，其公式如下：
{\displaystyle \phi ={\sqrt {2f\lambda }}}
其中，{\displaystyle f}是焦距，{\displaystyle \lambda }是光的波長。紅光的波長是700nm，綠光的波長是546nm，藍光的波長是436nm。計算的時候，通常取紅光與綠光的波長的平均值，即623nm。計算的時候，請把波長由nm轉換成mm。因為1nm等於10-6mm，所以623nm等於623x10-6mm。
以下是焦距為50mm的例子：
{\displaystyle \phi ={\sqrt {2\times 50\times 623\times 10^{-6}}}=0.249599679}
經四捨五入，可得出針孔的最佳直徑是0.25mm。

### 光圈值的計算
主條目：光圈值
將焦距除以針孔直徑，可得到光圈值。以下是焦距為50mm、針孔直徑為0.25mm的例子：
{\displaystyle {\frac {50}{0.25}}\ =200}
可得出光圈值為f/200。

### 暗角的成因
針孔與相紙中央的距離近，與相紙四角的距離遠，這種距離上的差異，導致曝光不平均，形成暗角。特別是廣角型的針孔相機，暗角尤其明顯。解決方法之一，是放置相紙的時候，把相紙捲曲成橢圓面。這樣，針孔與相紙的中央距離稍遠，與相紙四角的距離近，令相紙的中央和四角的曝光一致。
另外，製作針孔的材料越厚，暗角越明顯。一些較薄的材料，例如鋁箔，厚度只有0.012mm至0.015mm，比鋁罐（0.15mm）更薄。市面有售的銅片，相對硬身，可以打磨，而且備有不同厚度，可按個人喜好選購。
使用減光棒（dodging tool），也可以消除暗角。假如用底片拍照，可以在暗房放相的時候，利用減光棒。假如用相紙拍照，可以在拍攝的時候，利用減光棒。

### 畫質的改善
使用尺寸較大的感光材料，可以改善畫質。

## 特性

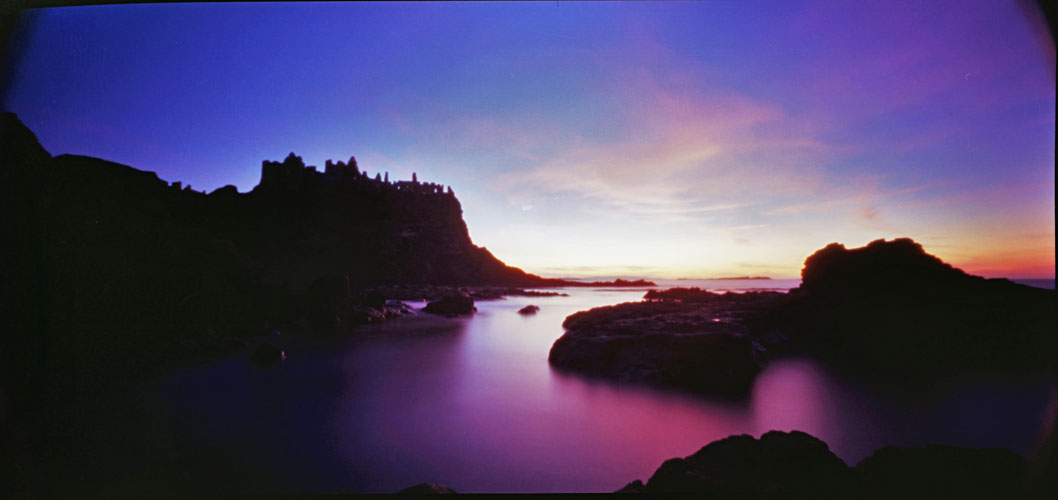
針孔相機的拍攝作例之一，曝光時間為20分鐘（Ewan McGregor）

### 無限景深
針孔相機沒有鏡頭，因此不受景深限制，擁有無限景深。不論景物遠近，都有相同的清晰度。換句話說，用針孔相機拍照，根本不用對焦。

### 長時間曝光
由於進光量少，因此需要較長的曝光時間，例如數秒，甚至數十分鐘。為了拍出漂亮的照片，建議使用三腳架，或把針孔相機放在平穩的地方。
典型的拍攝題材，除了靜止的物體，還有水的波動、被風吹動的花海、甚至是自拍肖像。

### 眩光
用針孔相機拍照，照片容易出現眩光，特別是逆光的時候。解決方法之一，是利用景物來遮擋太陽，例如樹木。

## 自製針孔相機

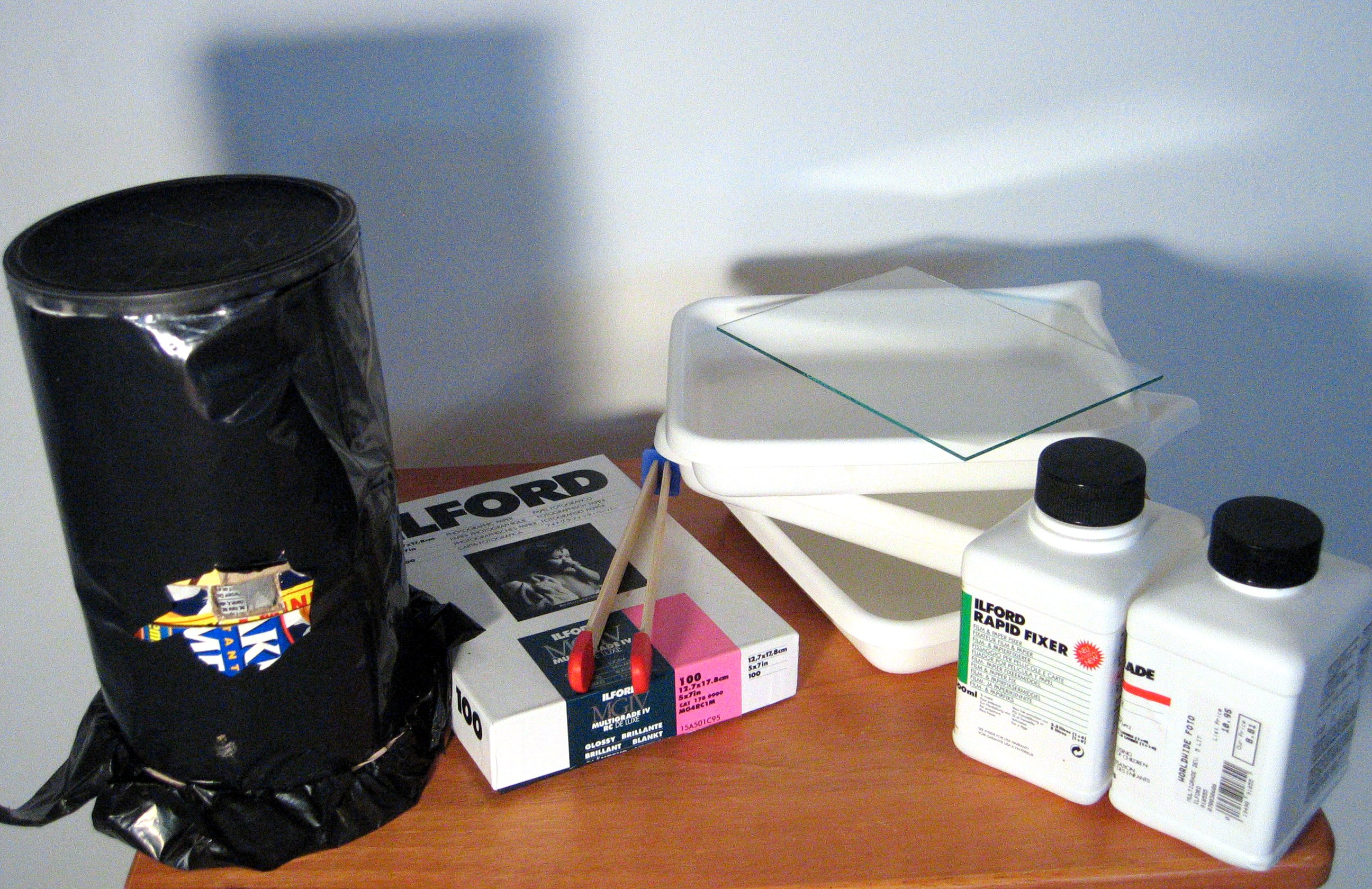
自制的针孔相机（左侧），用黑色塑料包裹以防止漏光，以及相关的显影用品

針孔相機可以自製。親手製作針孔相機，可以更了解相機的工作原理。製作不透光容器的材料，可以是黑色厚卡紙，也可以是鞋盒、鋁罐、垃圾箱、蔬菜，甚至是一整棟建築。

### 針孔片的製作
一般而言，用來製作針孔片的材料是金屬薄片，例如鋁箔。鋁箔厚度只有0.012mm至0.015mm，較其他物料薄，可以直接用針刺穿，也可以把鋁箔夾在兩塊薄紙板之間，隔著薄紙板用針戳穿鋁箔，戳的時候還要轉動針尖，這樣出來的針孔會比較圓滑。其他常見的材料，還包括銅片和鋁罐。
用銅片製作針孔片，工序較複雜。先在銅片底下墊一塊紙板，然後用針鑽穿銅片。接下來用砂紙打磨銅片的背面，把凸起的地方磨平，這個步驟非常重要，不能省略。用放大鏡檢查針孔，好的針孔應該呈圓形，沒有任何金屬碎屑，看起來相當光滑。不光滑的針孔會引起光的衍射，令照片模糊。
只要經過適當處理，鋁罐也可用來製作針孔，但過程具有一定危險性。首先，用剪刀把鋁罐的頂部和底部去掉，把罐身裁成長條狀，再剪成大小相同的方形鋁片備用，鋁片邊長20mm。製作針孔前，先用砂紙把鋁片磨薄，但要當心，不要把鋁片磨破。在打磨過程中，經常用手指頭輕按鋁片，感受它的厚度變化。當鋁片變得非常薄的時候，就應該停止打磨。
用針尖慢慢的在鋁片上鑽孔，直至出現一個非常細的小孔，千萬不要用力向下壓。同樣用砂紙打磨鋁片背部，用放大鏡檢查針孔。如有需要，可重複鑽孔，直至針孔的大小合乎要求。

### 消光作業
容器的內部反射會降低照片的反差。把容器的內部塗黑，或貼上黑色的絨布，可提高照片的反差。

### 相機的組裝
先把針孔片貼在不透光容器的內側，再安裝快門。快門可以是一小片黑色膠帶，也可以是簡單的活門。茲以黑色膠帶為例。曝光時，掀起黑色膠帶，露出針孔。曝光完成後，再次用黑色膠帶遮蓋針孔。
在正式拍攝前，請檢查相機，確保沒有漏光。

### 漏光測試
檢測漏光的方法，是先把相紙放進相機，塗有感光劑的一面對著針孔。接下來是把相機放在陽光下曝曬，時間為15至20分鐘，但不要打開快門。曝曬其間，每隔一段時間，要轉動相機，讓陽光從不同的角度照片相機的每一面。最後在有安全燈的暗房檢查相紙的曝光情況。如果相紙變灰甚至變黑，表示相機漏光。
雖然是最笨但可能也是最有效的方法，也就是多拍幾卷(張)底片，將它們沖掃出來，辨認每一幅照片中光線的分佈，來研判漏光的所在位置，確認了之後可以將疑似漏光位置使用黑色膠布補強，再次進行拍攝，重複補強動作，直到拍出來的照片沒有奇怪的光線為止。

## 應用

### 藝術

#### 日照軌跡

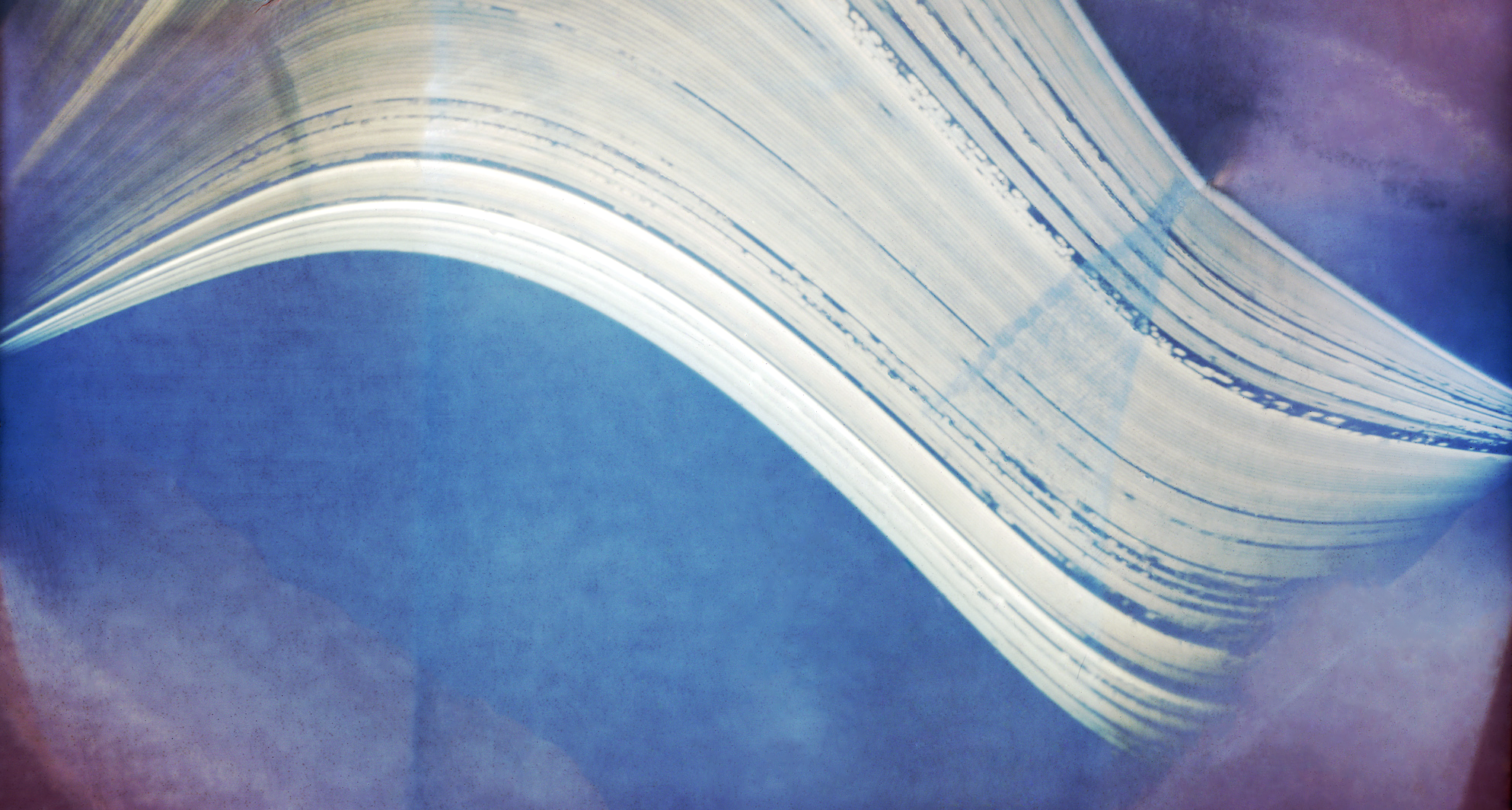
針孔相機的拍攝作例之二，曝光時間為6個月，記錄太陽的移動軌跡（ESO）

日照軌跡（Solargraphy）是一種記錄太陽在特定時間內移動軌跡的攝影方法。拍攝日照軌跡需要很長的曝光時間，通常以月為單位，例如6個月。把相紙放進針孔相機，在沒有使用顯影劑的情況下，產生影像。
值得一提的是，儘管使用黑白相紙，最後獲得的卻是彩色照片。經過6個月的曝光，相紙出現可見的負像。用掃瞄器將影像數碼化，在電腦上用軟件調較色彩平衡、反差、色相，最終轉化為彩色的正像照片。
日照軌跡的概念，源於2000年波蘭一個叫Solaris的小組，這個小組的成員在2000年至2001年期間，率先拍攝日照軌跡照片。至2002年，芬蘭女藝術家Tarja Trygg在波蘭出席一個國際攝影工作坊的時候，得悉這種攝影的存在。一位攝影師告訴她，在不同緯度的地方，日照軌跡也有不同，激發她的好奇心。
為了獲得世界各地的日照軌跡，Tarja Trygg開始尋求別人的協助，最初是她的朋友，然後是任何人，最後成為一項超越國界的計劃，參與者來自世界各地。截至2010年2月，Tarja Trygg已收集到超過500張照片。

#### 大型照片
使用大型針孔相機，可以拍攝大尺寸的照片。例如，美國攝影師Chris Pinchbeck把一輛旅行拖車，當作針孔相機。他主要在猶他州和緬因州拍攝風景照片，照片尺寸為30吋乘75吋。值得一題的是，他的照片是直接正像（Direct positive），每一張都照片是獨一無二，而他當年所用的相紙和藥水現在已經停產。
在德國漢堡市，有清潔工人和攝影師攜手進行一項計劃，把1100公升的垃圾箱，改裝成針孔相機。這個名為Trashcam Project的計劃，成員由7名工人和1名攝影師組成，由工人拍攝照片，攝影師僅提供意見及技術支援，例如沖洗照片。
工人把相紙放進相機，再把相機移到拍攝地點，為了更好的拍攝角度，更不惜把相機放在公共燒烤爐上。曝光時間由6分鐘至1小時不等，主要以漢堡市的景物作拍攝對象。
在香港，有團隊以鋁管和黑色膠袋，製作一部大型針孔相機，高2米，闊3米，深1米，需要逾10人搬運和安裝。相機使用相紙作感光物料，先拍攝負像照片，再以接觸式印相，製作正像的照片。由於使用卷裝黑白相紙，在顯影的時候，還要用自製的顯影盤。
用這部相機拍攝的照片，高1.3米，闊2.3米，記錄了香港市區的風貌，游泳池、行車天橋和住宅大廈清晰可見。據悉，由拍攝到完成作品，歷時數星期。

##### 世界之最
根據健力士紀錄，世上最大的針孔相機，高13.71米，闊48.76米，深24.38米，前身為一個飛機倉庫，位於美國加州一座軍事基地。用這部相機拍攝的照片，高9.62米，闊33.83米，稱為The Great Picture，於2006年7月8日上午11時拍攝，曝光時間為35分鐘。相機的針孔直徑只有6毫米。
據悉，是次拍攝為「遺產計劃」（Legacy Project）的一部分，該計劃由6名藝術家主導，透過照片記錄基地的面貌。這座軍事基地自1990年代初關閉後，政客就如何使用這片土地展開連串爭辯，最終決定發展成一個公園，但仍無法改變基地荒廢的事實。
攝影課程導師Jerry Burchfield和他的學生，決定到基地外圍拍照。後來，藝術家Clayton Spada由中國回到美國，他建議把基地的其中一棟荒廢設施，改建成巨型針孔相機。值得一題的是，這位藝術家在中國的時候，曾指導當地的學生拍攝大型照片。
從2004年到2006年，團隊與美國政府談判，爭取基地設施的使用權。經過歷時數月的準備，終於在2006年7月8日早上11時拍攝照片。由於拍攝機會只有一次，團隊在數天前進行多次試拍，決定曝光時間為35分鐘。
照片的沖洗同樣工程浩大。一共有60名志願者參與照片的沖洗，他們只能在鈉燈的照明下工作，即使是手機發出的光，也足以令照片起霧。他們使用了逾千加侖的顯影劑和定影劑，洗水的過程還出動了消防喉。而照片本身是一塊特製的棉布，從德國進口，由拍攝者以人手方式塗上明膠鹵化銀乳劑。照片曾在加州多地展出，並於2011年3月在北京的中央美術學院展出。

### 科學

#### 拍攝核試
據悉，洛斯阿拉莫斯實驗室的科學家用針孔相機，拍攝1945年7月16日的一次核試。

## 全球針孔攝影日
全球針孔攝影日（Worldwide Pinhole Photography Day）是一個國際性的節日，於每年四月最後一個星期天舉行，以推廣及慶祝針孔攝影為宗旨。

## 延伸閱讀
- 翟錦文. . 中華書局(香港)有限公司. 2006  [2013-05-11]. ISBN 962-231-497-X. （原始内容存档于2016-11-18）.
- 克里斯多佛·詹姆士. . 上海人民美術出版社. 2006  [2013-05-11]. ISBN 7-5322-4707-4. （原始内容存档于2013-05-30）.

## 外部連結
- PINHOLE.CZ （页面存档备份，存于）
- Worldwide Pinhole Photography Day （页面存档备份，存于）
- Solargraphy （页面存档备份，存于）
- Time in a Can